# الدوري الصربي لكرة القدم 2006–07
الدوري الصربي لكرة القدم 2006–07 (بالصربية: Суперлига Србије у фудбалу 2006/07.)‏ هو الموسم 1 من  الدوري الصربي لكرة القدم. أقيم خلال الفترة 4 أغسطس 2006 وحتى 30 مايو 2007، وأشرف على تنظيمه اتحاد صربيا لكرة القدم، وكان عدد الأندية المشاركة فيه  12، وفاز فيه النجم الأحمر بلغراد.